# Cray X-MP

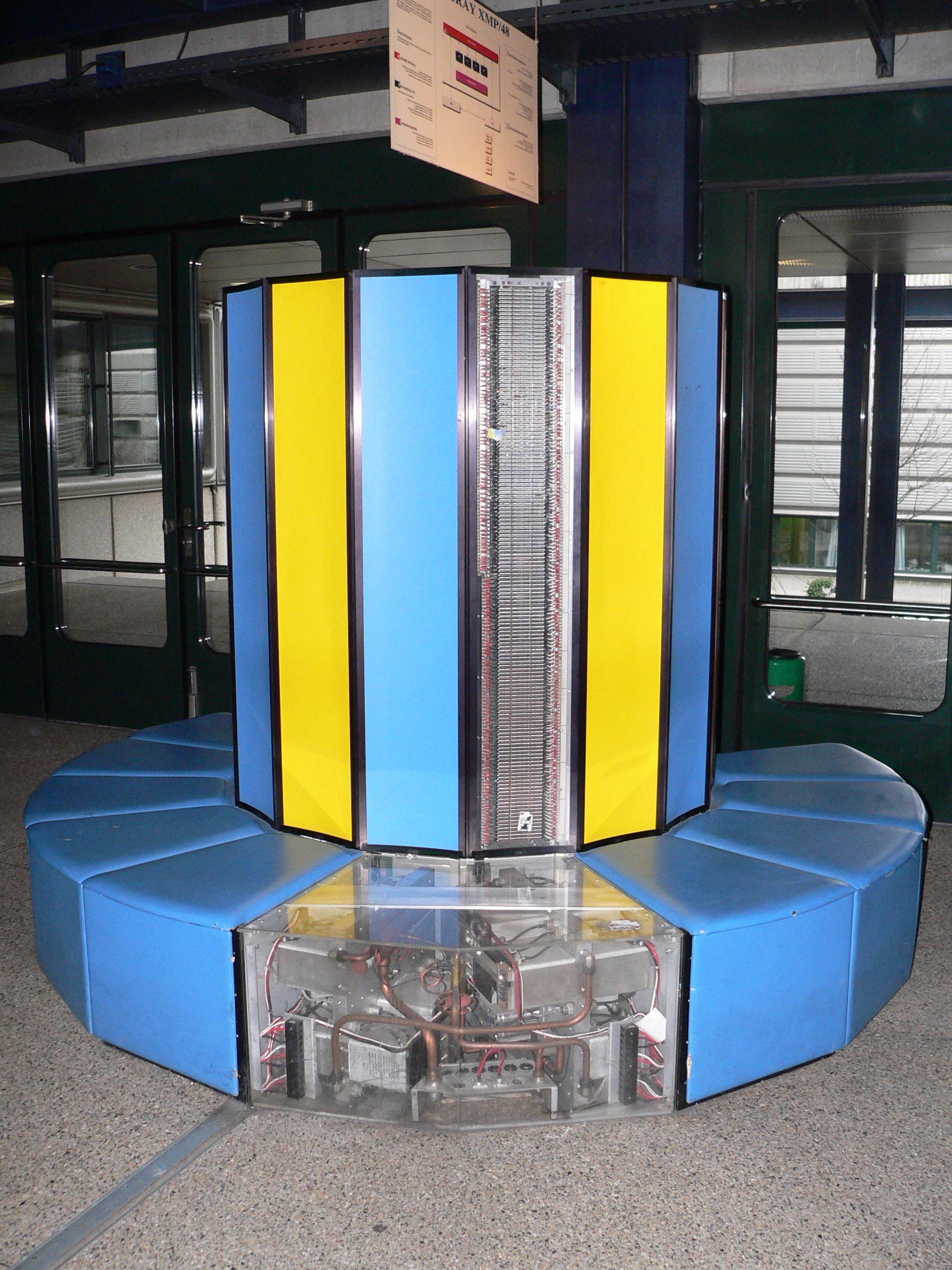
NSA CRAY X-MP/48 na wystawie w EPFL

Cray X-MP – superkomputer zaprojektowany, produkowany i sprzedawany przez Cray Research. Był pierwszą maszyną wieloprocesorową zbudowaną w tej firmie i trzymał miano najszybszego komputera na świecie w latach 1983–1985.

## Konstrukcja
Cray X-MP odziedziczył obudowę w kształcie podkowy po swoim poprzedniku Cray-1, co było możliwe dzięki zastosowaniu bardziej upakowanych układów (8-krotnie w porównaniu do jego poprzednika). Okres zegara wynosił tylko 9,5 nanosekundy (w porównaniu do 12,5 ns dla Cray-1A), dostarczając wydajność około 55 MFLOPS na procesor i 235 MFLOPS dla całej maszyny. Procesory posiadały wsparcie dla łańcuchowania potoków, równoległe potoki arytmetyczne i dostęp do pamięci współdzielonej poprzez kilka portów na procesor.
Cray X-MP był sprzedawany z 1 do 4 procesorów i z 1 do 16 megasłów (8–128 MB) głównej pamięci RAM. Ze względu na to, że początkowo rozmiar pamięci był ograniczony, poprzez wielkość 24-bitowych rejestrów adresowych, do 16 megasłów, zaprojektowano upgrade architektury adresacji pamięci, który powiększał zakres dostępnej pamięci do teoretycznych 2 GB.

## Historia
Głównym projektantem komputera był Steve Chen. W 1982 Cray X-MP/48 kosztował około 15 milionów USD plus dodatkowe koszty dysków. System początkowo pracował pod kontrolą systemu operacyjnego Cray Operating System (COS) wraz z UNICOS (odmianą UNIX System V) uruchomionym jako system operacyjny gościa. UNICOS stał się podstawowym systemem operacyjnym od 1984 roku. W 1986 Cray X-MP/48 osiągnął moc obliczeniową 713 MFLOPS w standardowym teście LINPACK.
Następcą serii X-MP został Cray Y-MP, a jego sprzedaż rozpoczęła się w 1988 roku; zaprojektowany bez rewolucyjnych zmian, jako ewolucyjne rozszerzenie serii X-MP z nowymi procesorami, których liczba mogła wzrosnąć do 16.